# Slobozia Conachi
Slobozia Conachi – wieś w Rumunii, w okręgu Gałacz, w gminie Slobozia Conachi. W 2011 roku liczyła 3050 mieszkańców.